# Kettensatz (Allgemeine Topologie)
In der Allgemeinen Topologie, einem der Teilgebiet der Mathematik, behandelt der Kettensatz die Frage, unter welchen Bedingungen in einem topologischen Raum die Vereinigung zusammenhängender Unterräume ihrerseits zusammenhängend ist.

## Formulierung des Satzes
Der Satz lässt sich formulieren wie folgt:
Gegeben seien ein topologischer Raum {\displaystyle X} und darin eine Familie {\displaystyle (A_{i})_{i\in I}} zusammenhängender Unterräume.
Die Unterraumfamilie sei verkettet in folgendem Sinne:
Zu je zwei Indizes {\displaystyle p,q\in I} gebe es darin stets eine endliche Teilfamilie {\displaystyle (A_{i_{1}},\ldots ,A_{i_{n}})\;(n\in \mathbb {N} )} mit:
 (a) {\displaystyle A_{p}=A_{i_{1}}} und {\displaystyle A_{q}=A_{i_{n}}} 
 (b) Je zwei aufeinanderfolgende Mengen der endlichen Teilfamilie mögen sich überschneiden. Für {\displaystyle r=1,\ldots ,n-1} gelte stets {\displaystyle A_{i_{r}}\cap A_{i_{r+1}}\neq \emptyset }.
Dann gilt:
Die Vereinigung
{\displaystyle V=\bigcup _{i\in I}A_{i}}
bildet einen zusammenhängenden Unterraum von {\displaystyle X}.

### Verschärfung
Die obige Bedingung (b) lässt sich – bei gleicher Behauptung – dahingehend abschwächen, dass man lediglich folgendes fordert:
 (b') Von je zwei aufeinanderfolgenden Unterräumen der endlichen Teilfamilie enthalte stets mindestens einer der beiden einen Berührpunkt des anderen; m. a. W.: Für {\displaystyle r=1,\ldots ,n-1} gelte stets {\displaystyle {\overline {A_{i_{r}}}}\cap A_{i_{r+1}}\neq \emptyset } oder {\displaystyle A_{i_{r}}\cap {\overline {A_{i_{r+1}}}}\neq \emptyset } .

## Folgerungen
Der Kettensatz zieht – schon in seiner einfachen Version – folgende Resultate unmittelbar nach sich:
 (1) Hat in einem topologischen Raum eine Familie zusammenhängender Unterräume nichtleeren Durchschnitt, so bildet die Vereinigung dieser Unterräume ihrerseits einen zusammenhängenden Unterraum. 
 (2) Wenn je zwei Punkte eines topologischen Raums in einem zusammenhängenden Unterraum dieses Raums enthalten sind, so ist dieser Raum zusammenhängend. 
 (3) In einem topologischen Raum ist die Zusammenhangskomponente eines Punktes gleich der Vereinigung all derjenigen zusammenhängenden Unterräume, welche diesen Punkt enthalten, also der größte unter allen zusammenhängenden Unterräumen, denen dieser Punkt zugehört. 
In der verschärften Version des Kettensatzes ergibt sich auch sogleich das folgende Resultat:
 (4) In einem topologischen Raum bildet eine Vereinigung zusammenhängender Unterräume, bei denen von je zweien stets mindestens einer der beiden einen Berührpunkt des anderen enthält, einen zusammenhängenden Unterraum.